# 吉薗周蔵
吉薗 周蔵（よしぞの しゅうぞう、1894年〈明治27年〉5月12日 - 1964年〈昭和39年〉10月）は、日本の諜報員。元帥陸軍大臣上原勇作個人付き陸軍特務を務めた人物。
「吉薗周蔵手記」という、陸軍特務時期の活動内容を記した手記を残している。これを元にした落合莞爾の研究に対し、偽史研究者の原田実は手記そのものが公開されていないという問題点を指摘した。

## 略歴

### 生い立ち
1894年（明治27年）5月12日、宮崎県西諸縣郡小林村（現在の宮崎県小林市）生まれ。父は吉薗林次郎、母はキクノ。吉薗家は山林を持ち、米作やたばこ等の商品作物栽培の他に薩摩節生産なども行なっている富農であった。
周蔵は算数、数学、物理の能力に長けており、数学は独学で知識を深めていた。

### 陸軍特務となるまで
1906年（明治39年）に飛び級で宮崎県立都城中学校（旧制中学校）に入学したが、教えられる数学のレベルが低く他の教科にも興味が湧かなかったために10日間で退学。
その後、1910年（明治43年）に祖母のギンヅルが海軍大将の山本権兵衛と昵懇であったことから、特別に熊本工業学校の受験資格を得ることができたが、受験日の前日に友人たちと共に登楼して夜を明かしてしまい受験できずに終わってしまう。
熊本工業学校に入学ができず、地元に帰ることも憚って熊本でブラブラしていたところで、肥後国細川藩の薬事掛の家筋であった加藤邑と知り合う。加藤邑は、東大医学部教授の呉秀三の優秀な弟子であったが、ハンセン病を患い地元熊本に戻っていた。加藤邑の勧めで私立熊本医学専門学校を受験し合格したが、1年程通った辺りで知り合った女性と同棲した際に妊娠したので所帯を持つよう迫られたことに驚き、同棲先を飛び出し熊本医学専門学校も辞めてしまった。
その後、祖母ギンヅルは遠縁の武者小路実篤の書生として周蔵を送り込むが、これも馴染めず帰郷してしまう。
ギンヅルはさらに別の出会いを用意し、1912年（大正元年）に当時陸軍中将で陸軍大臣であった上原勇作と会う。いくつかの質問の後、上原から出た言葉は以下であった。
後日、周蔵は上原の草になる事に決めた。

### 陸軍特務となってから
周蔵の特務としての主な任務は罌粟栽培とアヘン（特にモルフィン純度の高い特殊アヘン）製造である。1913年（大正2年）1月より熊本医学専門学校麻薬研究部の無給助手として通い始め、アヘン研究と罌粟栽培の準備を開始。同年3月に罌粟栽培を開始し、同年5月に初収穫。初年度は僅かな収穫であったが、以降規模を拡大していく。
その後、ABO式血液型分類法の諜報活動のため、1916年（大正5年）6月に日本を発ち渡欧。1617年（大正6年）3月にカール・ラントシュタイナーよりABO式血液分型分類法を入手して、同年6月に帰国。
帰国後の1917年（大正6年）9月、アヘン研究・製造を隠す表看板として、癲狂院の派出所（精神カウンセラー）「救命院」を東京府豊多摩郡中野町小淀と野方村上高田に開設。小淀の救命院では佐伯祐三の診察日誌を記録する事となり、佐伯の生涯に渡って親交を深める事となった。
同年10月には購入した北沢の煙草小売店から久原鉱業に煙草を卸すという形の商流で、陸軍とのアヘン取引を開始。1918年（大正7年）4月には「阿久津製薬」を設立し、品質の良い阿片の研究・流通の事業化を図った。
1920年（大正9年）5月から8月まで渡満し、奉天特務機関長・貴志弥次郎支援の任務にあたる。1922年（大正11年）から1927年（昭和2年）にかけては、外国語学校や市電勤務などを通じて主義者等の監視・偵察任務にあたった。1923年（大正12年）頃にはアヘン以外の麻薬や牛炭疽菌等の研究も行なっていた。
1927年（昭和2年）10月、池田巻と結婚。その後すぐに舌癌が見つかり余命2年を宣告されるが、あと2年あれば充分として、これを放置。1928年（昭和3年）1月から2月にかけて、現地フランスで甘粕正彦、藤田嗣治、ジャン・コクトーらの支援を受け、フランスから大連へ三十四貫（127.5kg）の金塊移送任務にあたる。
これまでの奉天特務機関長・貴志弥次郎の支援や金塊移送任務は張作霖との懇親を図るものと考えていたが、1928年（昭和3年）6月、張作霖爆殺事件の報を聞き、陸軍の方針が見えなくなる。
1931年（昭和6年）9月、舌癌の手術を受け、余命3ヶ月を宣告されるが、妻の巻が作った一粒金丹でその後も延命。1933年（昭和8年）11月、上原勇作死去。最後に見舞った病床で「これからは荒木を頼れ」と言われ、以降、形式上は荒木貞夫個人付特務となる。1935年（昭和10年）3月、一粒金丹が陸軍で採用される。
1938年（昭和13年）、「荒木閣下はいつの間にか　はりこの虎の如しとなっていた。」「一粒金丹を流す元気もなくなったようだ。故に今年から久原さんに移る。」
1939年（昭和14年）
と断筆。

## 「吉薗周蔵手記」について
「吉薗周蔵手記」とは、周蔵が自らの経験と見聞を記した手記の総称で、1912年（大正元年）から1939年（昭和14年）までの内容が記載された「本紀」と個別事項の詳細が記載された「別紙」で構成される。
「吉薗周蔵手記」を解読した落合莞爾によると、主な特徴は次の2点としている。
- 「本紀」は編年体の日誌で、その月の記事をまとめて「○月末ピ」として記すことが多い。
- 個別事項については「別紙」に詳細しているが、「本紀」には「別紙」の存在を明記せず、傍線で仕切ることで「別紙」の存在を暗示している。

この他に周蔵が残した資料として、周蔵が開設した救命院（小淀）での観察記録をつけた「救命院日誌」、上高田救命院での記録をつけた「上高田日誌」、奉天の古陶磁器を書き付けた絵図、戦後に書き遺した「敗戦カラノ記」があり、その他にも祖母ギンヅル、佐伯祐三・米子夫妻、薩摩治郎八・千代子夫妻、藤田嗣治などからの書簡が多数残されている。
「吉薗周蔵手記」を解読・書籍化した落合莞爾が手にした「別紙」は全体の一部であり、多くの「別紙」は未発見もしくは未公開となっている。

## 手記の内容

### 特務活動に関する記述

#### アヘン・罌粟関連
- 1914年（大正3年）2月に2年目となる罌粟栽培を開始。その春、周蔵は祖母ギンヅルから「一人前と見て良いかの肝試し」と称して、渡辺ウメノから罌粟に関わる書物を貰ってくるよう指示される[9]。ウメノを訪ねた周蔵が辿り着いた先は京都綾部の大本教教祖の住まいであった。周蔵がギンヅルの名前を出すと、ウメノは「哲長によう似ておる」と言って周蔵に書物と罌粟の種を渡した[10]。周蔵はこの罌粟の種を「津軽より小粒で黒種もあったが この家[注釈 2]の貴重品であったらしい。乗り移りの行事にはかかせない薬とのこと」とし、書物については「自白利用の手引書」として「あの中から延命用としてのケシの極意の箇所だけは写し取った」としている[11]。この時、周蔵が受け取った罌粟の種は、通常11%であるモルフィン（モルヒネ）含有量が90%もあり、寿命を延ばすことに有用なアヘンとなる特殊罌粟の種であった。この特殊罌粟は周蔵自身と、北海道雨竜郡に移り樺太・宗谷・帯広周辺で栽培してくれる事になった熊本医専助手時代からの協力者・阪井とで栽培する事となる。渡辺ウメノに関しては「大本教の実祖父の妾をしておった女」[12]で「哲長の妾であった」とし、「妾同志（ウメノとギンヅル）も本妻（山本芝野）も入り混じって気が合うらしい」としている[13]。
- 1914年（大正3年）に東北を視察した際、池田庄太郎から漢方医槇玄範を紹介される（玄範の息子・末治と庄太郎の妹・トヨが夫婦）[14]。庄太郎が玄範から聞いた話しでは、玄範の父は出口王仁三郎の実父・上田吉松で、玄範と王仁三郎は異母兄弟。王仁三郎は上田吉松と吉松の娘との間に出来た子だという。玄範の幼名は鬼一郎。玄範の母は津軽藩の藩医の娘[注釈 3]で、吉松の子を孕った後、初代槇玄範に嫁ぎ生まれたのが今の三代目槇玄範だという[15]。「ウィーンから帰って訪れた時、玄範先生『秘傳の藥の製法を教えよう』と秘密を教えて下さった」[16]。
- 1917年（大正6年）10月に渡辺ウメノに呼ばれた祖母・ギンヅルに付き添い京都を訪れた際、ウメノから「医大卒業間近の孫が結核を患い何とかして欲しい」と懇願され、ウメノの孫・渡辺政雄を東京に引き取り面倒を見る事になる。政雄は既に外科医の資格を持つが、大本教と関わるのが嫌でウメノには伝えてないと言う[17]。政雄は上高田の救命院で罌粟の研究を行い、周蔵を支援する事となる。
渡辺政雄の面倒を見る事になった際、政雄と同じ下宿先に住んでいたのが呉達閣で、「この人物 満人にて　大道芸人たる様子の大男にて　武芸に長けておるようだ」としている[18]。周蔵が渡辺ウメノに罌粟栽培の秘訣を請うたところ、ウメノは政雄と同じ下宿に住んでいる呉達閣に聞くようにと伝えた。ウメノはこの時「オマンの知りよる槇玄範とも心安い仲やで」と囁いたという[19]。
また、呉達閣の下宿にいた居候が周恩来であった。渡辺政雄の部屋で手記をかいていた時、部屋に入ってきて周蔵に声を掛けてきた。京大に行く資格があるが、毎日見物して遊んでいると聞き、日本を偵察しているのだろうと周蔵は推測している[20]。
- 1920年（大正9年）10月、アヘン研究のため呉秀三から紹介され通い始めた「帝國針灸漢方医學校」の校長は周居應という老漢方医であった[21]。明けて1921年（大正10年）3月、上高田の救命院を訪れた周蔵は渡辺政雄が連れてきた2人の客人を見て驚愕する。1人は呉達閣で然程驚かなかったが、もう1人の見知らぬ客人に「ヨシソノさん、私の顔にヒゲをつけて見てくれないか」「白ガまじりのヒゲをここに想像してみてご覧よ」と言われ、ようやく周先生だとわかり驚く。周蔵より2歳下の王希天が老人に化け、日本人相手に漢方の講義をしていたのが周居應であった。王希天と周居應が同一人物だと知っているのはポール・ラッシュとメソジスト教会のポンピドー牧師だけだと聞き、周蔵は呆れる。そのポンピドー牧師も1919年（大正8年）頃に甘粕なる軍人を伴い既にフランスに帰国したという[22]。以降、王希天は渡辺政雄と共に上高田の救命院で罌粟の研究・指導を行い、周蔵を支援した。通説は王希天は1923年（大正12年）9月に殺害されたとするが、周蔵の手記にはそれ以降にも登場する。1930年（昭和5年）の手記には「王さんの願いは研究にのみであり『もう政治的なことには関わりあい持たず』の由。王さんから『渡辺と云うように』と云わる」と記されている[23]。

##### 協力者
- 阪井（名前不詳）- 周蔵がアヘン研究を開始した熊本医学専門学校麻薬研究部の事務主任[24]。1913年（大正2年）秋に熊本医専を退職後した後は、妻の実家のある北海道雨竜郡に移り、樺太・宗谷・帯広周辺で特殊罌粟の栽培を行い周蔵を支援した[25]。
- 若松安太郎（本名:堺誠太郎）- 1913年（大正2年）に上原の紹介で知り合う。父とする若松忠次郎の元、東京を本拠として様々な事業に関わる[26]。周蔵をサポートした中心人物。子に堺誠一郎がいる[27]。
- 若松忠次郎 - 若松安太郎の父（と紹介されるが実際は叔父）で、函館で北海道開拓事業を支えた政商。家業としては海軍と関係が深いが、周蔵への協力は惜しまなかった[28]。
- 池田庄太郎 - 若松忠次郎の甥、安太郎の従兄弟。下北半島の大畑湊で地方デパートを経営。周蔵の妻・巻（本名:ツヨミ）の父[29]。日本における罌粟栽培の先進地帯津軽周辺で、周蔵の罌粟栽培に協力してくれる農家を紹介した。
- 久原房之助 - 久原鉱業株式会社社長。1915年（大正4年）11月3日、上原より紹介される[30]。周蔵は数字には強いがお金には無頓着のため、アヘンを陸軍に納めるに当たり取引上の中間業者として間に入った。
- 藤根大庭 - 1917年（大正6年）7月、若松安太郎より紹介された若松家の縁者の請負師[31]。上京後の周蔵を多岐に渡りサポート。後藤新平とも繋がっていた[32]。
- 牧野三尹 - 1917年（大正6年）9月、藤根大庭から紹介された開業医[33]。牧野が開業する「マキノ天心堂」から、適当な患者を救命院の方へ紹介してもらった。
- 阿久津卯吉 - 1917年（大正6年）11月、若松安太郎から紹介された薬学者[34]。周蔵と共同で「阿久津製薬」を設立した[35][36]。

#### ABO式血液型分類法の諜報エージェント
兄事する加藤邑から「上原閣下に會ったら輸血のこと話してみてほしか」と言われていた周蔵は、1913年（大正2年）6月6日に初収穫のアヘンを届けた際にこれを上原に伝えていた。以前呉秀三に師事していた加藤は、血液型判定法が確立していない当時の日本では輸血にリスクが伴う事、欧州では血液型判定法が確立し輸血の心配がなくなった事を知っていたので、陸軍を心配した上での発言であった。
1914年（大正3年）6月、兄事していた加藤邑が死去。
1915年（大正4年）7月、周蔵は上原勇作に第1次収穫のアヘンを届けるため上京。この時、上原から1日でも早く東京に出てくるよう命じられる。この前年に勃発した第一次世界大戦で日本の交戦国となったオーストリア＝ハンガリー帝国の首都・ウィーンに潜入し、ABO式血液型分類法の技術を日本に持ち帰る事。これが周蔵に与えられた新たな任務であった。
9月に上京した周蔵は、日本語の出来る英国人から突貫で英会話を習い、10月より呉秀三による医学特訓を開始。加藤邑は生前、呉に手紙を送っており、周蔵の事を伝えていた。
1916年（大正5年）6月、久原鉱業技師・武田内蔵丞（くらのじょう）名義で横浜港を出発。欧州までは同じく久原鉱業技師・遠藤名義の石光真清が同行し、船上で諜報術を叩き込まれる。欧州に着いてからは、出発前に引き合わされた明石元二郎に紹介された下宿先を訪ねた。明石から渡された手紙を訪ね先に差し出すと、周蔵は次の下宿先まで案内され、10月26日、最後に辿り着いたのがウィーン大学学生寮の管理人の家であった。
彫りの深い顔立ちの周蔵は、たいていドイツ人かトルコ人と思われ、日本人に見られたことは1度もなかった。大学の状況や様子を探っていた周蔵は、1617年（大正6年）2月にカール・ラントシュタイナーの助手フェデューレ・シーレと親しくなり、研究室に出入り可能となる。ラントシュタイナー教授の講義を受け、3月18日には研究室資料の筆写を終えた。
4月にドイツに入った周蔵は、石光からの連絡を受け、現地にいたバイオリン留学生・チエコを連れてフランスに移る。その後、英国、シドニー、シンガポールと経由して、6月に日本へ帰国した。
周蔵が持ち帰ったABO式血液型分類法は、陸軍から呉秀三に依頼され実用化された。後日、貴志弥次郎、藤井茂太より輸血が誤りなく出来るようになって日本の有益になっていると聞き感動した事が手記に記されている。

#### 佐伯祐三の美術学校への裏口入学仲介とアリバイ作り
1917年（大正6年）8月初め、上原から築地本願寺へ行き、話しを聞いてくるように言われる。築地本願寺からの依頼は、佐伯祐三を東京美術学校（現・東京藝術大学）に裏口入学させてほしいというものであった。周蔵は海軍と関係が深い若松安太郎を通じて山本権兵衛に裏口入学を依頼。若松より何とかなりそうだという回答を得た周蔵は、これを本願寺に伝えると、最大の頼み事として佐伯の裏を作って欲しいと更なる依頼を受ける。周蔵は佐伯なる人物が本願寺の諜報員である事を察したが、深くは立ち入らなかった。
周蔵は8月30日に築地本願寺で佐伯と初対面し、9月16日には自宅に佐伯が訪ねて来た。周蔵とはものの考え方がかなり変わっている佐伯をどうすべきか迷うが、呉秀三や藤根大庭と相談した上で、周蔵が開設した癲狂院の派出所「救命院」の客の1人として本人の望むよう診察日誌に記帳する事とした。佐伯本人と診察日誌の記載要項を打ち合わせ、9月21日から診察日誌の記載を開始。これとほぼ同時期に佐伯の無心も始まった。
1918年（大正7年）佐伯は東京美術学校に合格。
以後も診察日誌記載のため、周蔵と佐伯の交流は続き、佐伯の無心も続いていくが、後に周蔵の妻となる小淀救命院事務長の池田巻が「デッサンでも何でも　あるもの買ってあげる」と言った事から、佐伯作品を買い取る形で資金を提供する事となり、周蔵家に未公開の佐伯祐三作品が所蔵される事となる。
西本願寺前門主大谷光瑞とは、築地本願寺からの要請で1917年（大正6年）11月2日に築地料亭に招かれ面会。佐伯祐三に「何としても画家としての権力を持たせたい」との話であった。1919年（大正8年）2月6日にも再び招かれ、この時の話は光壽會に参加して欲しいとの要請であったが、周蔵はこれを断った。この時、いつか坊主になりたいとは思っていると話したところ、法名をつけてやろうという話になり、光瑞の瑞をとって「瑞節」はどうかと言われるが、恐れ多いので字の似ている「端節」にして欲しいと伝え、これが周蔵の法名となった。

#### 奉天特務機関長・貴志弥次郎のサポート
1914年（大正3年）7月3日、東京司令部での上原との面会時に同席し、上原への報告後に紹介されたのが貴志弥次郎であった。1917年（大正6年）9月26日、上原邸でたまたま同席した周蔵は、紳士的な貴志に対して心を次第に開いていき、貴志との付き合いは貴志の最期までとなる。
1920年（大正9年）5月、上原の指令により中国に渡り、大連で「満州東亜煙草」の権利者となる設立の手続きを行った後、奉天に移る。奉天での主な任務は、奉天特務機関長となった貴志弥次郎を民間の立場から支援するというものであった。これまでに貴志と面識のあった周蔵は貴志に会えるのを楽しみにしていたが、奉天に来て貴志の立場が悪いことを知る。
貴志は張作霖との懇親の為に派遣されており、資金作りの最中にある張作霖への協力も任務の1つであった。具体的には張作霖が皇帝溥儀から奪った美術品（古陶磁器）を、軍資金として調達するための売却工作である。上原の方針で売却先は紀州徳川家に決まっていたが、資金事情の為商談が延び延びになっていた。更には、当初大陸浪人の上田恭輔が利権を握った満鉄大連本社の窯業研究課に、関東軍の浜面又助参謀長がどっぷりと漬かりこんで張作霖の宝物の倣造品造りを行っていた。上田の説明を受けながら見た張作霖の宝物は日本では見た事のない見事なものであったが、倣造品もまた本物と見分けがつかない程見事な出来であった。紀州徳川家に売却する指令を受けていた貴志は、この倣造品が後々問題になるのではないかと危惧していたのである。
これに対処するため、周蔵は張作霖に宝物の実物を見せてもらい、実物の絵図を書き付ける事とする。全てを書き写す事は出来なかったが、時間の許す限り書き写した周蔵は、「自分がこういうことをしたるという事が、ある種の威嚇となるを願うだけの犬の遠吠えである」と手記に残している。
同年8月に奉天を発つ際に、張作霖から手元で使っている箸立て、壺、硯の水入れを贈られる。その後、朝鮮に寄って太白山の罌粟の種を入手する事にしていた周蔵は、平壌から北上して清川江に沿って上流を目指し、太白山脈に沿って釜山まで南下する途中、平安南道价川で罌粟畑を視察。その後、原因不明の病が発症し、高熱でほとんど意識のない中、日本に帰国。後に周蔵の妻となる池田巻のアイヌ式看病のお陰で一命を取り留めた。

#### 大連アヘン事情調査
1917年（大正6年）ウィーンから帰国した周蔵は、表の仕事として癲狂院の派出所（精神カウンセラー）「救命院」を開設する事とし、巣鴨病院院長となった呉秀三から個人講義を受ける傍ら、巣鴨病院の手伝いをする様になる。この時親しくなったのが事務長の布施一である。1919年（大正8年）春に布施は巣鴨病院を退職するが、その後も救命院には度々訪れる。それから17年後の1936年（昭和11年）、周蔵は布施が特高の諜報員である事を知る事になる。
1919年（大正8年）10月18日、大森の上原邸にその年収穫した特殊アヘンを届けに行った際、上原より大連のアヘン事情を調べるようにと密命を受ける。「オマンが動かんでも　それなりに手がおろうが」と言われた周蔵だったが、そういう者はいなかった為、布施に相談。布施から紹介された人物が辺見十郎太（本名:牧口。名は不詳）で、布施からも辺見自身からもサンカだとして紹介された。布施にサンカとは何かを尋ねると「旦那衆に雇われて、頼まれれば何でもする連中」だという。周蔵は辺見を雇って調査を依頼。
1920年（大正9年）12月1日付の手記には「辺見報告書」42枚を写し取ったとし、その中には「アヘンの横流しは原敬が関わっておる」「平岡なる人物に原は利用されておる」と書かれていた事が記されている。辺見の話しでは「アヘン運ぶ所 現地警察に 現行犯 で捕まえさせたるも 平岡の方が 道多く持っており すぐ放免された」との事で、上原に報告書を提出するとともにこの内容を伝えたところ「それで良か」との事であった。
後に周蔵は後藤新平の腹心中村是公と上原が親類である（中村の娘が上原の長男に嫁いでいる）事を図にし「対立風にみせておるが 實際の所は原つぶしであった。原は 閣下にハメられ 後藤の あやつったる人物に殺さる」と推測している。
更に、上原の葬儀に出る立場にないと考えた周蔵は、一周忌にあたる1934年（昭和9年）11月8日に上原邸を訪ねるが、遺品の物色をしていた頭山満と中野正剛に偶然出会す。帰りがけ頭山から「お前の調査だったらしいな。あの原敬事件の基は。上原さん 俺に流してくれて 俺がちょっと動いたよ」と言われ、自分の調査によってあんな立派な首相を死なせてしまったかと、後悔した事が記されている。

#### その他
- 渡欧して秘密黄金の輸送。（同じく陸軍特務であった画家の藤田嗣治と共に黄金を輸送）
- 麻薬や炭疽菌等の研究。

### 特務活動以外の記述

#### シーメンス事件関連
1917年（大正6年）9月26日夜、大森の上原勇作邸にアヘンを届けに行った周蔵は、上原が会合中のため終わるまで待つよう言われる。暫くして同じ待合部屋に入って来たのが、以前東京司令室で上原から紹介された貴志弥次郎と、もう1人はシーメンス事件の藤井の兄藤井茂太であった。その後、奥の部屋で行われていた会合が終わり、玄関を出て行く顔ぶれ（平田東助、有地品之允、田健治郎、小松原英太郎、江木千之、他政友会数名）を見て周蔵は驚いた。上原と面会した後には、寺内正毅や泰平組合関係者も訪れた。
周蔵はこの時、シーメンス事件では山本権兵衛は嵌められたものと推測。この日の会合は、上原が泰平組合の事件化を抑えるための談合で、以前、東京司令部で見かけた島田三郎も上原に動かされたのは間違いないと見ている。
この年、祖母ギンヅルを通じて幼少の頃から敬愛し、同じ薩摩人として尊敬する山本権兵衛に、周蔵は「役に立つことあらば、いつでも命を下して下さい。自分はいつでも従います」と書いた手紙を送った。この時の返事はなかったが、後に薩摩人の園遊会で山本に会った際「オマンの心嬉しか」と言われ、周蔵の手を大きな両手で包んでくれたと記されている。

### その他記載されている人物等

#### 軍人・政治家・満鉄関係者
- 高島鞆之助 - 1913年（大正2年）、第3師団長に補された上原勇作は名古屋赴任の途中で発病し大阪赤十字病院へ緊急入院した。祖母・ギンヅルより罌粟丸薬と多量の浅山丸を急ぎ届けるよう指示された周蔵を待っていたのが元陸軍大臣の高島だった。この時、罌粟丸薬よりも浅山丸の方を多く持ってきたことを伝えると、高島は「さすがオギンさん」と感心していた[77][注釈 7]。
- 宇垣一成 - 1913年（大正2年）、大阪赤十字病院に上原を見舞いに来ているところを確認[79]。大正8年（1919年）6月に大森の上原邸に寄った時に、たまたま宇垣の中将内定祝いをしており、宇垣の時局講話を聴く[80] [81]。
- 鎌田彌助 - 1915年（大正4年）7月18日、上原との面会時に紹介された「閣下の信望あつしと見る」[82]満州鉄道関係者[83]。
- 明石元二郎 - 1916年（大正5年）の渡欧前に上原によって引き合わされる。周蔵は明石に3度会って日露戦争時の苦労話を直接聞き、「まるで1人で勝利に結びつけたような人物」と手記の中で称賛している[84]。周蔵が尊敬する軍人の1人。
- 石光真清 - 1916年（大正5年）の渡欧時と翌年の帰朝時に周蔵に同行。周蔵は渡欧時の船上で諜報術や心構えを教わった。「生きる道をどうしたら良いかと教えてくれた人物の一人」として尊敬した[85]。
- 甘粕正彦 - 1920年（大正9年）1月、大森の上原邸を訪ねた際に鎌田彌助より紹介される。同年3月、周蔵宅に来訪し、伊達順之助なる人物を匿って欲しいという事で、これを了解する。
- 石原莞爾
- 辻政信
- 笹川良一

#### その他
- 武者小路実篤 - 周蔵の遠縁。1914年（大正3年）8月14日、農地を探して欲しいと実篤が訪れる。周蔵が手配した土地はその後「新しき村」となった[86][87]。
- 薩摩治郎八 - 1917年（大正6年）6月、ウィーンから帰国した足で若松安太郎の家に立ち寄った時に知り合う[88]。
- 徳田球一 - 1917年（大正6年）10月2日、薩摩治郎八が神田の薩摩邸で主催した会合で治郎八から紹介される。上原勇作からもらっていた要注意人物の名簿に載っているのは知っていたので嬉しくはない紹介だったが、度々周蔵を訪ねて来る[89]。
- 熊谷守一 - 1915年（大正4年）5月、武者小路実篤に誘われ白樺派の集会に参加。「この集りの人物たちは構想と空論には秀でているようであるが思想というものを持たないようである」と感じたが、「その中で一人やや違った色違いの人物」が熊谷だった[90]。その後、美校生の佐伯祐三と引き合わせるなどするうちに、自分の考えと共通するところが多いと感じて心を許し[91]、長年に渡って交友を深める関係となった。
- 志賀直哉
- 額田豊、額田晉
- 大杉栄
- 芥川龍之介
- 星一
- 立花大亀

## 佐伯祐三との親交について
吉薗周蔵は、東京美術学校への裏口入学を斡旋した佐伯祐三と親交する。
アヘン製造で多額の蓄えを持っていた周蔵に対し日々金を無心してきていた祐三であったが、周蔵は金に頓着することなく返済の見込みのない金を貸し続けていた。
周蔵の妻となった池田巻は、祐三の絵画を買い取る形で資金を融通するようになったので、吉薗家には佐伯祐三の直筆絵画が多数収蔵されることとなった。なお、メニエール病の持病を持つ祐三に対し、周蔵はその持病を逆手にとって祐三にしか描けない画風を持ち味にすることをアドバイスし、この画風が祐三の特徴となった。
この辺りのことも手記に顛末が記されている。
周蔵が祐三の渡仏の費用も工面してくれたことで祐三は渡仏するが、性格にムラのあった祐三の絵画の仕上げを妻の佐伯米子が行い、米子の手が入った絵画の方がフランスで評価されることとなった。
後年、周蔵の一人娘であった主婦が、河北倫明のサポートを受けて武生市に両親が祐三からもらっていた絵画を寄贈しようとした際に、佐伯祐三贋作事件を起こされてしまう。
これは、すでに米子の手が加わった祐三の絵画が市場価値を得ていたので、その価値が暴落するのを嫌った人々が周蔵の娘が所有する絵画を贋作とされるように仕向けた事件であった。

## 親族
- 祖母 吉薗ギンヅル - 上原勇作の実母・タカの異母妹で、上原の叔母にあたる。タカとギンヅルの父は四位次兵衛昌張。京都薩摩藩邸に老女として仕え、多くの薩摩人と親交を持った。
- 父 吉薗林次郎 - 吉薗家の養女ギンヅルが生んだ藤原北家勧修寺流の公家堤哲長の子で、周蔵は堤哲長の孫にあたる。
- 母 木下キクノ
- 妻 巻（旧姓:池田。本名:ツヨミ）
- 娘 明子 - 1994年（平成6年）8月に自宅にあった佐伯祐三作品37点を福井県武生市に寄贈したが、これが真贋問題に発展してしまう[93]。真相究明のため「吉薗周蔵手記」の解読を落合莞爾に依頼した。

## 著書
- 吉薗周蔵原作、落合莞爾解説『奉天古陶磁圖經 吉薗周蔵大正九年作成』紀州文化振興会、2010年12月。全国書誌番号:22070696。